# Španělská západní Afrika
Španělská západní Afrika (španělsky África Occidental Española) byla španělská kolonie ležící na pobřeží Atlantského oceánu na území dnešního Maroka a sporného území Západní Sahara. Vznikla v roce 1946 sloučením Španělskem ovládaných území Cabo Juby, Ifni, Rio de Oro a Sakia al-Hamra. Zanikla v 1958 navrácením území Cabo Juby Maroku.
V širším pojetí představuje španělská západní Afrika veškerá španělská území v západní Africe, ovšem bez Španělského Maroka a Kanárských ostrovů.

## Historie

### Španělské pronikání
- Informace o nejstarším období naleznete v článku Západní Sahara.

První Španělé přicházeli do západní Afriky již koncem středověku, ať už to byl cestovatel Jaume Ferrer, Katalánec, který zmizel v roce 1375 na cestě podél afrického pobřeží, nebo Kastilci, kteří se v roce 1405 se vylodili u mysu Búdždúr a přepadli zde karavanu. V roce 1449 udělil král Jan II. Kastilský Juanovi de Guzman v léno území mezi mysy Ghir (u Agádíru) a Búdždúr. V 15. století se stal rozsah zámořských držav předmětem sváru s Portugalci a atlantické pobřeží Afriky v něm hrálo podstatnou roli. Tento spor se pokusil vyřešit papež Kalixtus III., když v roce 1456 určil mys Búdždúr jako hranici rozdělení světa mezi Kastílii (severně) a Portugalsko (jižně). První výprava Kastilců se uskutečnila až v roce 1476. Naproti Kanárským ostrovům zbudovali pevnost Santa Cruz de Mar Pequeña. Její přesná poloha není přesně známa; může jít o Vádí Chebica, Puerto Cansdao nebo Sidi Ifni. Pevnost byla záhy obklíčena vojskem o síle 10 000 pěšáků a 2 000 až 3 000 jezdců a vzdala se, protože dostala z Kanárských ostrovů jen nepatrné posily (700 mužů).
Objevení Ameriky Kryštofem Kolumbem mělo za následek odklon španělského zájmu od západní Afriky. Rozdělení světa mezi Portugalsko a Španělsko bylo v roce 1494 nově definováno smlouvou z Tordesillas. Přesto se Španělé v roce 1496 na pobřeží vrátili a tři roky poté uzavřeli s kmenovým svazem Ait Atta, který žil podél horního toku řeky Dra, smlouvu o poddanství vůči španělskému trůnu. Mír se ovšem netýkal ostatních kmenů, např. kmene Massa. Dalšími pevnostmi, které Španělé postavili, byly Taghazút, Búdždúr (Cabo Bojador) a San Miguel poblíž Agadiru. Další výstavbu pevností španělský král zakázal a navíc kmen Massa zničil pevnost San Miguel, při jejíž obraně padly tři čtvrtiny posádky. V důsledku mezinárodních událostí ponechali Španělé po roce 1509 celé pobřeží portugalskému vlivu. V odporu proti evropské expanzi se místní kmeny v roce 1511 sjednotily pod vedením Saadů a dobyly Taghazút (1516). O rok později dobyly také Santa Cruz de Mar Pequeña. Tuto pevnost sice Španělé obnovili, ale Saadové se jí definitivně zmocnili v roce 1524.

### Návrat Španělů
Pro blízkost Kanárských ostrovů španělský zájem o území západní Afriky nezanikl, nicméně jejich hlavní zájem byl soustředěn na americké zámoří. Navíc bylo toto území za Saadů pod silnou marockou vládou, která pronikání zabraňovala. Teprve v 18. století otevírali Španělé na pobřeží dočasné obchodní stanice, což bylo 28. května 1767 stvrzeno smlouvou z Marrakéše, kterou podepsal sultán Mohamed III. s Karlem III. Španělským. Obdobná smlouva byla uzavřena v Meknesu 1. března 1799 mezi Sulejmanem Marockým a Karlem IV. Španělským.
V důsledku porážky Maroka ve španělsko-marocké válce (1859-60), muselo Maroko na základě dohod z Tetuánu postoupit Španělsku především území na severu, ale též území na pobřeží Atlantiku, kde se kdysi nacházela pevnost Santa Cruz de Mar Pequeña, aniž by byla známa její přesná poloha. V roce 1878 nalezla výprava Španělů zříceniny u ústí řeky Nún a její vůdce Blacso de Garray dostal svolení místních kmenů ke zřízení rybářského přístavu. Ovšem sultán Mulaj Hasan navrhl, aby byl přístav zřízen jinde – na území Ifni, ale nepřátelství zdejšího obyvatelstva zabránilo Španělům si tuto oblast přivlastnit, což se podařilo až později.

### Britské intermezzo
V druhé polovině 19. století v oblasti od Maroka až k emirátu Adrar na jihu vládla anarchie. Místní kmeny žily ve vzájemně velmi komplikovaných vztazích, které měly složitou hierarchii uplatňovanou pomocí poplatků za ochranu, nebo výpalného; některé válečnické kmeny žily pouze z nich. Slušnou pověst a silnější postavení zde měl kmen Uld Delim, který ovšem neustále válčil s kmenem Inzarugů. Každý kmen měl svoji jedinečnou strukturu a dělil se na frakce a subfrakce a, vzhledem ke kočovnému způsobu života, na tábory, které obývala zpravidla jedna rodina. Kmenová autorita se uplatňovala prostřednictvím vládců (šejků), nebo výjimečně kmenového shromáždění (džama).
V roce 1879 získal Skot Donald MacKenzie povolení místního kmene založit na rozloze 3 x 12 km poblíž mysu Juby obchodní stanici. Společnost North-West Africa Company, která mu patřila, zde zřídila faktorii Port Victoria, aby podchytila část karavanního obchodu. S cílem tomu zamezit nabídl sultán Mulaj Hasan MacKenziemu vyplatit odstupné. To však MacKenzie odmítl a pokračoval ve vyzbrojování místních kmenů, proto vyslal sultán v roce 1880 vojenskou výpravu, která měla stanici obklíčit. Výprava nezpůsobila velké škody, nicméně přiměla MacKenzieho, aby hledal spojence, kterého našel v mauritánském emírovi z Adraru. Později, v roce 1882 nebo 1886, vyslal sultán proti Port Victoria ještě jednou trestnou výpravu. V roce 1888 byl vedoucí obchodní stanice zavražděn, v důsledku čehož bylo Maroko přinuceno zaplatit Britům kompenzaci ve výši 5 000 liber. Přes občasné šarvátky s kmenem Inzarugů, došlo k posílení marockého vlivu. Britská přítomnost byla ukončena později.

### Počátky španělské nadvlády
Také španělské obchodní společnosti se začaly o území zajímat více. V roce 1881 postavila společnost Sociedad Pesquerías Canario-Africanas přístaviště v místě Dachly.
Hektický byl rok 1884, kdy v lednu podepsal Emilio Bonelli y Hernando, zastupující společnost Sociedad Española de Africanistas y Colonistas, smlouvu s místními náčelníky, ve které přenechali poloostrov Rio de Oro Španělsku, které ho tehdy ale ještě nezabralo. 28. listopadu podepsal Emilio Bonelli další smlouvu se třemi zástupci kmene Uld bu Sba, která ho opravňovala zřídit faktorie Villa Cisneiros (dnes Dachla), Puerto Badía (dnes Angra da Cintra – 100 km jižně od Dachly) a Medina Gatell (dnes Al-Kuvíra). V souvislosti s probíhající Berlínskou konferencí vyhlásilo 26. prosince Španělsko protektorát na pobřeží od mysu Búdždúr na severu až po Bílý mys (Bahía del Oeste, Ras Nuadhibú) a nazvalo ho Rio de Oro. Měsíc na to byl tento zábor na závěr konference uznán, což zabránilo Donaldovi MacKenziemu zřídit faktorie, které zde zamýšlel. Správním střediskem se stala Villa Cisneiros, kde Bonelli nechal pomocí dělníků z Kanárských ostrovů postavit přístav.
6. dubna 1887 vyhlásili Španělé rozšíření svého protektorátu 240 km do vnitrozemí, kde začínal emirát Adrar, a zároveň vznesli požadavky na oblast Sakía al-Hamra na severu. Správa obou protektorátů byla svěřena náměstkovi guvernérova Kanárských ostrovů, jemuž bylo území podřízeno. Byla to reakce na březnový nájezd kmenů Uld Delim na Villu Cisneiros, kterou vyplenily. Další útoky proběhly v březnu 1892 a v listopadu 1894. Ani smlouva s šejkem kmene, která byla podepsána 2. března 1895 neznamenala konec nájezdů na město, poslední byl proveden v březnu 1898.
Britská přítomnost v oblasti byla ukončena v roce 1895 poté, co se Britové pokusili přimět sultána, aby prohlásil, že území Cabo Juby je na něm nezávislé. Protože takové prohlášení nezískali, rozhodli se mu prodat za 50 000 liber společnost North-West Africa Company oficiálně s tím, aby se faktorie Port Victoria přeměnila na svobodný přístav. V britsko-marocké smlouvě z 13. března se konstatuje, že nikdo nebude moci vznášet požadavky na území mezi vádí Dra a mysem Búdždúr, protože toto náleží Maroku. V té době ještě nebyly mezi Španělskem a Francií, tehdy dominující velmocí na západě Afriky, dohodnuty hranice zájmových sfér, k čemuž došlo až počátkem 20. století.

### Postup kolonizace a odpor proti ní

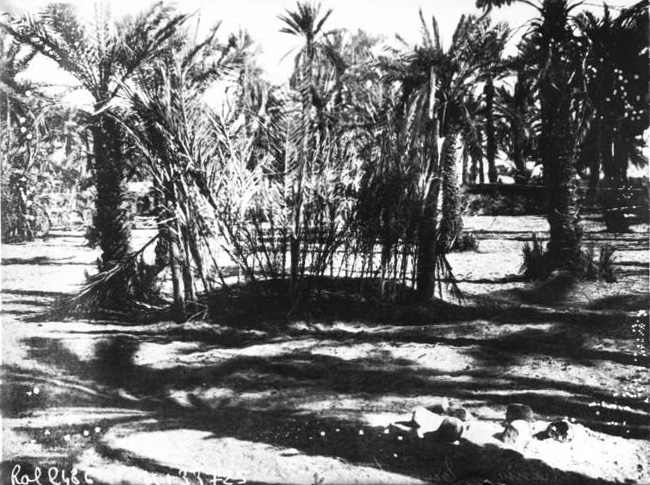
Hrob Coppolaniho (foto 1908)

Zatímco Španělský vliv zůstával omezen na pobřeží, Francouzi se snažili ovládnout i vnitrozemí Sahary, aby propojili svoji stabilizovanou državu v Alžírsku s nově získanými územími v dnešní Mauritánii. Vznikla nutnost určit hranice, což proběhlo na několika tajných jednáních v Paříži: 27. června 1900 jižní a západní hranice Ria de Oro; 3. října 1904 hranice území Sakia al-Hamra a přilehlého zájmového území v Maroku. První úmluvou přišli Španělé o oblast Sedkha Idjil poblíž Bílého mysu, přičemž přesné vymezení hranice na tomto poloostrově bylo určeno až v roce 1912. 7. listopadu 1901 byl protektorát Rio de Oro prohlášen španělskou kolonií a v jejím nově vyhlášeném hlavním městě Villa Cisneros (dnes Dachla) byl zřízen úřad guvernéra. Odtud byl řízen i protektorát Sakia al-Hamra. Prvním guvernérem byl jmenován roku 1903 Francisco Bens, který se významně zapsal do zdejší historie.
Další významnou osobností byl v této době šejch Ma el-Ainin, který v roce 1895 založil v místě vodního zdroje a křižovatky karavanních cest opevněnou osadu Smara. Byl rovněž náboženským vůdcem a jeho vliv sahal až do dnešní jižní Mauritánie. Zprvu podporoval postup Francouzů, kteří svůj nápor soustředili nejdříve proti válečnickým kmenům, jeho mocenským rivalům. V roce 1905 vyslal svého nejstaršího syna do emirátu Adrar, aby s marockou vojenskou pomocí podpořil tamějšího vládce v boji proti Francouzům. Ti však mezitím porazili klíčové kmeny v oblasti Tagant (dnešní Mauritánii), přičemž padl i emír Adraru Bakar. Situace se obrátila poté, co byl 12. května 1905 zavražděn (patrně na příkaz Ma el-Ainina) francouzský komisař pro Mauritánii Xavier Coppolani. Ma el-Ainin vyhlásil proti Evropanům svatou válku a požádal o pomoc Maroko, přičemž se neobrátil přímo na sultána Abdelazíze, ale na jeho bratra Abdelháfida. Cílem bylo zajistit přímé dodávky zbraní po moři, k čemuž byl využit především přístav v Tarfaji. Zde se také na podzim roku 1905 vylodil sultánův strýc Idrís Ben Abderrahmán, aby se připojil k jednotkám ve Smaře. V roce 1907 zahájili Francouzi pod vedením nového komisaře Henri Gourauda ofenzívu na sever. Srážky dopadaly většinou ve pospěch Francouzů, a přestože Smara nebyla boji zasažena, Ma el-Ainin se stáhl do Tiznitu, kde se prohlásil mahdím a záhy v roce 1910 zemřel.
V roce 1911 propukla druhá marocká krize a jejím urovnáním získala Francie volné ruce v Maroku. Neustále stupňovala svůj tlak na sultána Abdelháfida, který nahradil v roce 1908 svého bratra Abdelazíze, považovaného za příliš ústupného. Na trůnu čím dál méně závislí místní vůdci chtěli, aby se sultán energicky postavil Evropanům, kteří během předchozí vlády prakticky připravili Maroko o samostatnost. Ovšem nedisponovali silami dostatečnými k jejímu obnovení. 30. března 1912 podepsal sultán Feský mír, kterým se samostatnosti oficiálně vzdal ve prospěch Franci a Španělska a tyto mocnosti si zřídily na území Maroka protektoráty. Syn Ma el-Ainina Abdel al-Hiba, který se prohlásil sultánem Tiznitu a mahdím, poté vytáhl na sever a 15. července 1912 v čele desetitisícové armády slavnostně vstoupil do Marrakéše. Tři dny poté Abdelháfid abdikoval ve prospěch svého bratra Jusúfa, ovšem Abdel al-Hiba byl záhy poražen. Dohodu o definitivním rozdělení Maroka podepsalo Španělsko s Francií v Madridu 27. listopadu 1912. Dohoda potvrdila předchozí úmluvy o hranicích, definovala hranice enklávy Ifni a navíc přiřkla Španělsku území Cabo Juby, které doposud bylo ve španělské sféře vlivu.
Přesto odboj proti cizí moci pokračoval a Francouzi v roce 1913 zničili část Smary. Během první světové války chtěli odporu kočovníků využít jak Turci, tak Němci a zkoušeli jim dodávat zbraně. V roce 1916 Španělé zajali posádku německé ponorky poblíž mysu Juby. Z tohoto důvodu dal guvernér Bens 29. července 1916 území Cabo Juby obsadit a vyhlásil jej španělským protektorátem. Guvernér pokračoval v upevňování španělské přítomnosti a v roce 1920 zřídil na východním pobřeží Bílého mysu, nejjižnějším cípu Ria de Oro, posádku poblíž francouzského přístavu Port Etienne (nyní Nuadhibú), a sídlo nazval La Agüera (status tohoto místa je nejasný, v některých pramenech je uváděno jako samostatná kolonie). Podobně postupovali Francouzi a ve 20. letech postupně vytlačili odbojníky do Rífu na sever a do oblasti Sakia Al-Hamra na jihu a tím vzala za své relativní španělská neutralita. K potlačení odporu došlo až v roce 1934, kdy nastalo velké sucho a pastevci se museli stáhnout ke zdrojům vody.

### Španělská nadvláda
V roce 1924 zřídila španělská vláda administrativní jednotku Španělská Sahara k jednotné správě Ria de Oro, které bylo od roku 1901 přeměněno na kolonii, a protektorátu Saguia el Hamra. Její součástí bylo i město La Agüera. Význam území vzrostl s rozvojem letectví, které bylo kvůli hrozbě písečných bouří provozováno podél pobřeží. Malý dolet letadel dal za vznik několika letištím, z nich nejznámější byly Tarfaja a La Agüera.
Za Španělské republiky se zrychlil průzkum území. V roce 1928 se v místě Al-´Ajún na území Sakia al-Hamra trvale usídlili kočovníci a po objevení vydatných zdrojů podzemní vody zde bylo založeno město, které se v roce 1940 stalo hlavním městem celé oblasti. V letech 1931 až 1935 uskutečnil kapitán Francisco Pérez z La Agüery tři cesty do vnitrozemí a toto území zmapoval. V této době byl v Dachle zřízen internační tábor pro odpůrce republiky. 20. července 1946 byly všechny španělské državy na pobřeží Atlantského oceánu sjednoceny do Španělské západní Afriky se sídlem guvernéra v Sidi Ifni. Ve čtyřicátých letech byl zahájen geologický průzkum, který v roce 1949 vyústil v objevení rozsáhlých ložisek fosfátů u města Bukra. V padesátých letech se v důsledku opakujícího se sucha musela část kočovníků usadit poblíž sídel.
V roce 1956 získalo Maroko nezávislost a pod vlivem nacionalistických sil, především strany Istiqlal pod vedením Allala al-Fassiho, začalo podnikat kroky k obnovení své územní integrity s cílem sjednotit do tzv. Velkého Maroka všechna území, která na něm kdy byla v minulosti závislá. S podporou Arabské ligy vzneslo nároky na Španělskou západní Afriku, později samostatnou Mauritánii a část francouzské Sahary (Alžírska). Na rozdíl od nacionalistů Maroko nenárokovalo žádné území francouzského Súdánu (Mali). S podporou armádních kruhů vznikla Armáda marockého osvobození, která byla tvořena převážně příslušníky saharských kmenů a která byla organizována podobně jako marocké jednotky bojující před nezávislostí proti Francouzům. 10. dubna 1957 proběhly v Sidi Ifni manifestace následovány vraždami místních obyvatel spolupracujících se Španěly. Španělsko v důsledku toho posílilo svoje síly v Al-´Ajúnu. 23. října napadla Armáda marockého osvobození Ifni a až na město Sidi Ifni obsadila do 6. prosince celé jeho území. 12. ledna 1958 napadly marocké jednotky Al-´Ajún a poté, co byly odraženy, začaly operovat více ve vnitrozemí a pronikaly až do Mauritánie, která byla francouzskou kolonií. Španělé se spojili s Francouzi a se vzdušnou podporou 130 letadel zahájili protiofenzívu, do které nasadili 14 000 mužů. Během dvou týdnů byly marocké jednotky zatlačeny zpět. Dohodou z 2. dubna uzavřenou v Angra de Cintra získalo Maroko pouze území Cabo Juby, ovšem Španělé již zákonem z 12. ledna 1958 Španělskou západní Afriku zrušili. Vznikly tři zámořské provincie Rio de Oro, Sakia al-Hamra a Ifni s plnými právy španělských provincií se zastoupením v kortesech; provincie Rio de Oro a Sakia al-Hamra se společně nazývaly Španělská Sahara.
V roce 1962 začalo Španělsko uskutečňovat plán hospodářské modernizace. Počínaje rokem 1963 se každé dva roky uskutečňovaly obecní volby. Na žádost Maroka byla v roce 1963 Španělská Sahara zapsána OSN na seznam nesamosprávných území. 17. prosince 1965 přijalo valné shromáždění rezoluci 2072 vyzývající Španělsko k okamžitému přijetí opatření k odstranění koloniální závislosti Ifni a Španělské Sahary. Od té doby byla tato otázka každoročně na pořadu jednání dekolonizační komise a v doplňujících rezolucích valného shromáždění v letech 1966 až 1973 bylo Španělsko vyzýváno k zavedení práva na sebeurčení. Maročané byli přesvědčeni, že si obyvatelé Španělské Sahary převážně přejí připojení k Maroku a že případné hlasování bude pouze formální. Na druhé straně již v roce 1957 prohlásil Moktar uld Daddah, pozdější prezident Mauritánie, že doufá, že obyvatelé Španělské Sahary pomýšlejí na velkou hospodářskou a duchovní Mauritánii, která vychází z jednotné pouštní civilizace. Tento názor se později odrazil v mauritánské zahraniční politice. Koncem 60. let došlo ke sblížení Franciska Franka a Hasana II. v mezinárodní politice, v důsledku čehož Španělsko v roce 1969 navrátilo Maroku Ifni.
Zárodky hnutí proti cizí nadvládě začaly vznikat zhruba deset let po porážce z konce 50. let. Mohamed Bassiri založil v roce 1967 pacifistické Hnutí za osvobození Sakia al-Hamra a Wádí ad-Dahab. 17. června 1970 vedl demonstranty s peticí pro guvernéra. Přivolané jednotky zahájily střelbu do davu, který se odmítl rozejít, a zastřelily 11 účastníků. Během následujících dnů bylo pozatýkáno několik osob včetně Bassiriho, který byl od tehdy nezvěstný, pravděpodobně zavražděn.
V roce 1969 založil Eduardo Moha Revoluční hnutí modrých lidí (Morehob), které požadovalo připojení k Maroku. V roce 1971 založil Wálí Mustafa Sajed, tehdy student práv na univerzitě v Rabatu, skupinu, která se zabývala možností násilného osvobození Západní Sahary bez marocké účasti. V roce 1973 se podařilo marockým úřadům tuto skupinu rozehnat a Wálí Mustafa Sajed uprchl do pouště. 10. května téhož roku byl zvolen generálním tajemníkem Lidové fronty osvobození Sakía al Hamra a Ria de Oro (Frente Popular de Liberación de Saguía el Hamra y Río de Oro – Polisario) na jejím zakládacím sjezdu, který se konal v Mauritánii ve městě Aïn Bentili.
V roce 1974 vznikla promarocká Fronta osvobození a jednoty (Front de libération et de l'unité). V únoru 1975 Španělé povolili Saharskou stranu národní jednoty (Partido de la Union Nacional Sahraoui) s cílem zachovat vazby ke Španělsku, ale její vůdce Chalihenna Uld Rašíd se záhy sblížil s Marokem a ovlivnil několik místních šejků, kteří vyhlásili věrnost Maroku. Vzedmutí protikolonialistického hnutí je dáván do souvislosti s ukončením portugalské přítomnosti v Africe v důsledku Karafiátové revoluce.

### Zelený pochod a konec španělské přítomnosti
21. dubna 1974 Španělsko vyhlásilo na počátek následujícího roku referendum. Maroko se proti tomu postavilo a navrhlo arbitráž u Mezinárodního soudního dvora. Na zasedání hlav států Africké unie v říjnu téhož roku v Rabatu uzavřelo Maroko s Mauritánií tajnou dohodu o rozdělení země. Přestože Alžírsko otevřeně podporovalo nezávislost Západní Sahary, existují domněnky, že dohodu svých sousedů schválilo. Španělé uskutečnili rychlé sčítání lidu, aby mohlo připravit volební seznamy. Bylo sečteno přes 70 tisíc obyvatel; Polisario doposud tvrdí, že nebyli sečteni kočovníci, ani obyvatelé uprchlických táborů, a uvádí nadnesený počet obyvatel 250 až 300 tisíc.
13. prosince 1974 přijalo Valné shromáždění OSN rezoluci 3292, ve které potvrdilo obyvatelům Španělské Sahary právo na sebeurčení, požádalo Mezinárodní soudní dvůr o vydání poradního názoru ohledně statusu a právních vazeb tohoto území a vyslalo tam svoji misi. Mise byla zahájena na přelomu května a června 1975. Španělsko preferovalo samostatnost území před rozdělením mezi jeho dva sousedy. V létě 1975 umožnilo jednotkám Polisario volný pohyb územím a začalo s ním vyjednávat o praktickém předání moci. Za těchto okolností mise OSN konstatovala 15. října, že obyvatelstvo převážně podporuje samostatnost před rozdělením země. Následujícího dne vydal Mezinárodní soudní dvůr svůj názor, že před španělskou okupací měla země právní svazky založené na věrnosti k Maroku a mauritánskému společenství a že neshledává žádné vztahy územní suverenity.

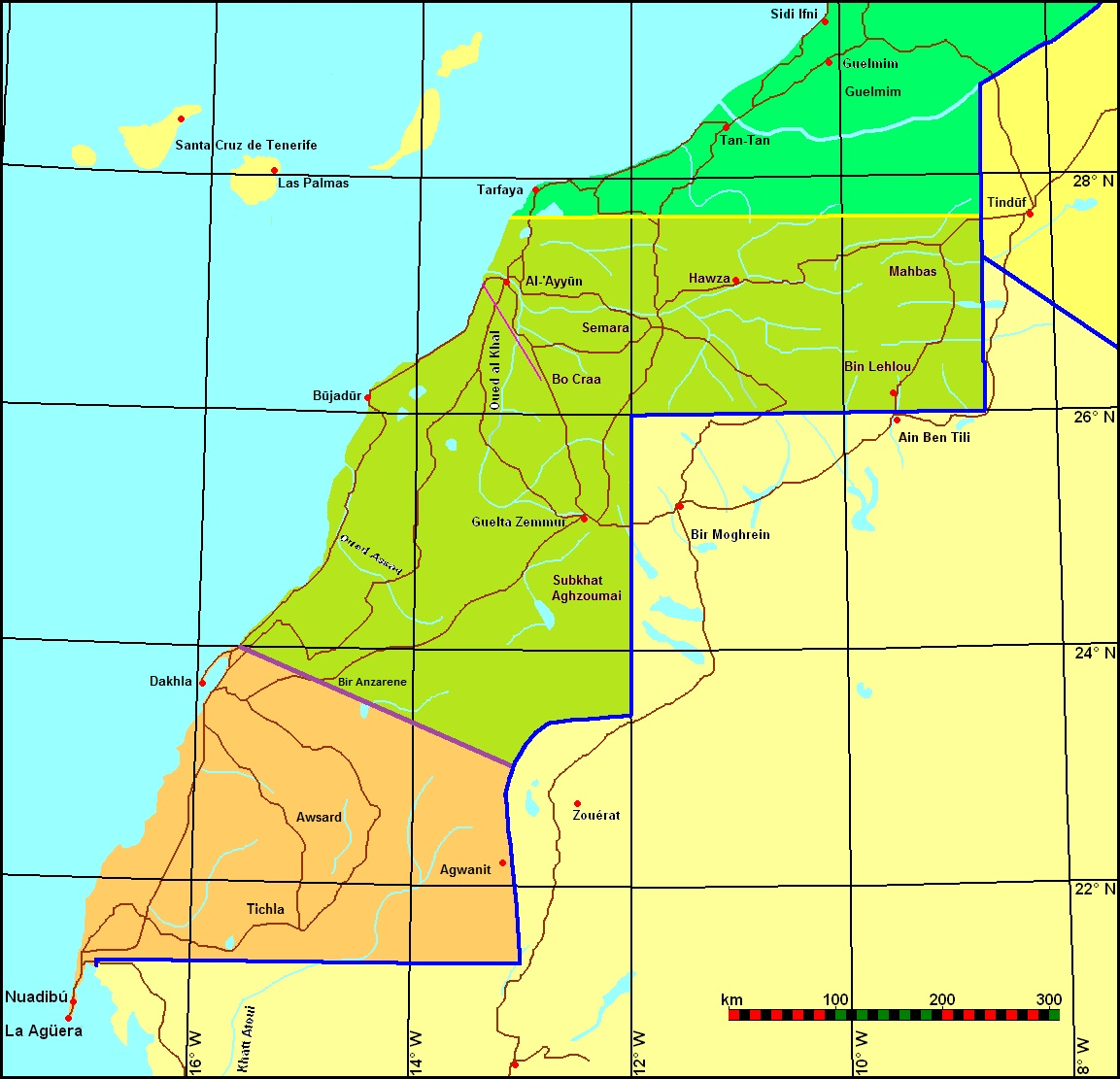
Rozdělení Západní Sahary dle Madridských dohod a dohody o hranicích z 14. dubna 1976
území připadlé Maroku
území připadlé Mauritánii

17. října 1975 oznámil Hasan II. Zelený pochod, jehož logistické zabezpečení bylo připravováno několik měsíců předem. Vzniklou situaci okamžitě projednala španělská vláda a druhý den (18. října) se Španělé dohodli s Polisario, že mu předají do 6 měsíců moc. Mezitím se do pochodu přihlásilo 362 tisíc Maročanů (konečné číslo 524 tisíc) a 21. října dorazily do Tarfaji první účastníci. Začátkem listopadu bylo u hranice připraveno k pochodu 350 tisíc Maročanů, z nichž zhruba polovina překročila hranice. Účastníci nebyli ozbrojeni a nesli s sebou marocké, saúdskoarabské a jemenské vlajky a korán (tím byl pochod prohlášen za džihád). Podle zelené vazby koránu dostal pochod jméno. Španělské jednotky se stáhly zhruba 10 km do vnitrozemí za minová pole, před kterými se pochod zastavil. Na výzvu Rady bezpečnosti (rezoluce 380 z 6. listopadu 1975) vydal král Hasan 9. listopadu příkaz účastníkům, aby se vrátili, protože se mu podařilo zvrátit pro Maroko se nepříznivě vyvíjející události. 14. listopadu byly podepsány trojstranné Madridské dohody mezi Španělskem, Marokem a Mauritánií, podle nichž, Španělsko se zavázalo pokračovat v procesu dekolonizace Západní Sahary a zavést dočasnou správu ve spolupráci s Marokem a Mauritánií tak, aby byly splněny příslušné rezoluce OSN a španělská přítomnost byla ukončena do 28. února 1976. Zelený pochod byl ukončen 18. listopadu výzvou účastníkům, aby se vrátili domů.
Stahování Španělů bylo zahájeno již koncem října 1975, např. Al-Kuvíru opustili 30. října. Uvolněné pozice obsazovali během listopadu bojovníci Polisario. Po Madridských dohodách uvolněný prostor začaly od prosince zabírat marocké, resp. mauritánské jednotky. Významnější konflikty mezi nimi a Polisario jsou zaznamenány od ledna 1976. Koncem ledna jednotky Polisario napadly dopravník fosfátů u Bukry a v téže době proběhla bitva u Amgaly mezi marockými jednotkami a jednotkami Polisario. Prokázalo se, že na straně Polisario bojovali příslušníci alžírských ozbrojených sil, ovšem Polisario přiznává pouze logistickou výpomoc. 26. února 1976 Španělsko oznámilo OSN, že upustilo od správy Západní Sahary, následujícího dne byla frontou Polisario vyhlášena Saharská arabská demokratická republika, nárokující si celou Západní Saharu.
Organizace spojených národů považuje doposud (2011) Španělsko za správce Západní Sahary de jure.

## Guvernéři
- 1885-1901 Emilio Bonelli Hernando – královský zmocněnec, od r. 1887 náměstek guvernéra Kanárských ostrovů
- 1901-1903 Ángel Villalobos – náměstek guvernéra Kanárských ostrovů, od r. 1901 guvernér Ria de Oro
- 1903-1925 Francisco Bens Argandoña; – guvernér Ria de Oro
- 1925-1932 Guillermo de la Peña Cusi – guvernér Ria de Oro
- 1932-1933 Eduardo Canizares Navarro – guvernér Ria de Oro
- 1933-1934 José González Deleito – guvernér Ria de Oro
- 1934-1936 Benigno Martínez Portillo – guvernér Ria de Oro (podřízený vysokému komisariátu pro Maroko)
- 1936 Carlos Pedemonte Sabin – guvernér Ria de Oro (podřízený vysokému komisariátu pro Maroko)
- 1936-1937 Rafael Gallego Sainz – guvernér Ria de Oro (podřízený vysokému komisariátu pro Maroko)
- 1937-1940 Antonio de Oro Pulido – guvernér Ria de Oro (podřízený vysokému komisariátu pro Maroko)
- 1940-1949 José Bermejo López – guvernér Ria de Oro (podřízený vysokému komisariátu pro Maroko), od r.1946 generální guvernér Španělské západní Afriky, vysoký zmocněnec a guvernér Ria de Oro
- 1949-1952 Francisco Rosaleny Burguet – generální guvernér Španělské západní Afriky (podřízený vysokému komisariátu pro Maroko) a guvernér Ria de Oro
- 1952-1954 Venancio Tutor Gil – generální guvernér Španělské západní Afriky (podřízený vysokému komisariátu pro Maroko) a guvernér Ria de Oro)
- 1954-1957 Ramón Pardo de Santallana Suárez – generální guvernér Španělské západní Afriky (podřízený vysokému komisariátu pro Maroko) a guvernér Ria de Oro
- 1957-1958 Mariano Gómez Zamalloa y Guirce – generální guvernér Španělské západní Afriky (do r. 1956 podřízený vysokému komisariátu pro Maroko) a guvernér Ria de Oro
- 1958 José Héctor Vázquez – generální guvernér Španělské Sahary
- 1958-1961 Mariano Alonso Alonso – generální guvernér Španělské Sahary
- 1961-1964 Pedro Latorre Alcubierre – generální guvernér Španělské Sahary
- 1964-1965 Joaquín Agulla Jiménez Coronado – generální guvernér Španělské Sahary
- 1965 Adolfo Artalejo Campos – generální guvernér Španělské Sahary
- 1965-1967 Ángel Enríquez Larrondo – generální guvernér Španělské Sahary
- 1967-1971 José María Pérez de Lema Tejero – generální guvernér Španělské Sahary
- 1971-1974 Fernando de Santiago y Díaz de Mendívil – generální guvernér Španělské Sahary
- 1974-1976 Federico Gómez de Salazar y Nieto – generální guvernér Španělské Sahary